# Deidamia
Deidamia (in greco antico Δηϊδάμεια) è un personaggio della mitologia greca, figlia di Licomede re di Sciro.

## Mitologia
Sposò Achille mentre l'eroe era alla corte del padre, dove era stato celato dalla madre Teti sotto spoglie femminili affinché non partisse per la guerra di Troia; dal loro matrimonio nacque Neottolemo (detto anche Pirro). 

La fanciulla fu abbandonata dall'eroe incinta del bambino, a causa dell'astuto stratagemma messo a punto da Ulisse per ottenere la partecipazione di Achille al conflitto. Deidamia concesse la partenza del figlio Neottolemo una volta che i capi Achei lo reclamarono, e al termine della guerra di Troia venne data in sposa a Eleno figlio di Priamo.
Talune tradizioni attribuiscono la maternità di Neottolemo alla figlia di Agamennone, Ifigenia.
Dante parla di Deidamia nei versi 61-62 del canto XXVI dell'Inferno, in riferimento all'inganno con cui Ulisse e Diomede scoprirono Achille mentre si trovava a Sciro: "Piangevisi entro l'arte per che, morta, / Deïdamìa ancor si duol d'Achille".